# Oldham County (Texas)
Oldham County je okres ve státě Texas v USA. Správním městem okresu je Vega. Celková rozloha okresu činí 3 888 km². Žije zde přibližně 1 800 obyvatel. Pojmenovaný je podle amerického politika Williama Simpsona Oldhama (1813–1868).

## Geografie
Okres leží na severozápadě Texasu u hranic s Novým Mexikem.

## Sousední okresy
| Růžice kompasu |                  | Hartley County    | Moore County   | Růžice kompasu |
| Růžice kompasu | Quay County (NM) | Sever             | Potter County  | Růžice kompasu |
| Růžice kompasu | Quay County (NM) | Oldham County     | Potter County  | Růžice kompasu |
| Růžice kompasu | Quay County (NM) | Jih               | Potter County  | Růžice kompasu |
| Růžice kompasu |                  | Deaf Smith County | Randall County | Růžice kompasu |

## Sídla

### Města
- Adrian
- Vega (hlavní město)

### Census-designated place
- Boys Ranch

### Nezařazené území
- Wildorado